# كوسوكي ينوسي
كوسوكي ينوسي (باليابانية: 猪瀬 康介) (مواليد 25 ديسمبر 2000) هو لاعب كرة قدم ياباني.

## وصلات خارجية
- كوسوكي ينوسي على موقع رابطة كرة القدم اليابانية للمحترفين (اليابانية)
- كوسوكي ينوسي على موقع قاعدة بيانات كرة القدم.إي يو (الإنجليزية)
- كوسوكي ينوسي على موقع Soccerway.com (الإنجليزية)
- كوسوكي ينوسي على موقع عالم كرة القدم.نت (الإنجليزية)